# Gegants de Sant Joan les Fonts
Els gegants de Sant Joan les Fonts són una parella de gegants que formen part del seguici festiu de la vila.
L'any 1980, l'Ajuntament de Sant Joan les Fonts va fer una enquesta per preguntar si es volia retornar la Festa Major al 24 de juny alhora que també demanava l'opinió de si es veia bé de construir uns gegants. Amb una resposta afirmativa a ambdues qüestions, es proposà que els Gegants representessin les principals activitats econòmiques del poble, l'agricultura, la indústria del paper i la indústria tèxtil.
Amb un projecte de Pere Ventura, en el qual es representava un hereu i una pubilla, que significaven un paperer i una filadora, s'encarregà la construcció dels Gegants a la casa Pirotècnica Welcome de Barcelona. El Gegant fa una alçada de 2,52 m i pesa 41 kg i la Gegantessa fa 2'47 m d'alçada i pesa 40 kg.
La música fou composta per Miquel Sitjar, Josep M.ortuño i Gabriel Granados.
L'estrena dels Gegants, així com dels cinc capgrossos comprats també a la mateixa casa Welcome, va ser per la Festa Major de 1982, coincidint amb la II Mostra Folklòrica de la Garrotxa, que va tenir a Sant Joan les Fonts. l'Hereu i la Pubilla van ser apadrinats pels Gegants de Sant Feliu de Pallerols.
D'uns anys ençà, els capgrossos ja no surten.
El 2021 es van restaurar per fer-los perdre sis quilos i facilitar la feina als portants.